# Проковски, Андре
Андре́ Проко́вски (Андрей Проковский; 13 января 1939, Париж — 15 августа 2009, Босолей) — артист балета, хореограф и руководитель труппы[какой?].

## Биография
Родился 13 января 1939 года в семье русских эмигрантов в Париже. Там же получал хореографическое образование у Любови Егоровой и Николая Зверева. Среди его учителей были также Нора Кишш и Серж Паретти.
В 1954 году он впервые вышел на сцену Комеди Франсез в возрасте 15 лет, играя в постановке «Блистательные любовники» Мольера.
После Проковски выступал в труппах под руководством Жана Бабиле, Жанин Шара и Ролана Пети. В 1957 году стал солистом Лондонского фестивального балета, где выступал в «Вариациях для четырёх» Антона Долина и в «Этюдах» Харальда Ландера (1958). Также исполнял главные роли в «Дон Кихоте», «Лебедином озере», «Щелкунчике», «Неаполе» и других постановках.
В 1960 году Проковски вернулся в Париж, где в качестве солиста в новой постановке «Спящей красавицы» присоединился к труппе Балет маркиза де Куэваса.
Получив приглашение Джорджа Баланчина присоединиться к труппе Нью-Йорк Сити балет, в 1963 году переехал в США. Там Проковски солировал во многих произведениях Баланчина, включая «Звёзды и полосы», «Шотландскую симфонию», «Симфонию до мажор» и «Симфонию Гуно». Кроме того, он принял участие в постановках Жака д’Амбуаза «Ирландская фантазия» (1964) и «Ирландская фантазия» (1964), а также в «Па де де и Дивертисмент» (1965) и «Квартет Брамса-Шёнберга» (1966) Баланчина, положенных на музыку Делиба. Партнёршей Андре была ведущая балерина труппы Мелисса Хейден.
Помимо работы в рамках труппы Баланчина, Проковски неоднократно выступал как приглашённый артист с балетными труппами в Белграде, Загребе, Риме, Мюнхене, Цюрихе, Штутгарте, Далласе и Вашингтоне. В 1966 году получил приглашение от балета PACT/TRUK в Йоханнесбург для участия в новой постановке «Золушка», хореографом которого выступила Франсуаза Адре, а исполнительницей главной женской роли — Галина Самсова.
В 1966 году Проковски покинул Нью-Йорк Сити балет и позже вернулся в Лондонский фестивальный балет, продолжив сотрудничество с Самсовой.
В 1972 году Проковски и Самсова поженились. Позже они создали New London Ballet. Труппа, состоявшая из 14 артистов, гастролировала с репертуаром, в который вошли первые хореографические произведения Проковски: Багатели (1972, на музыку Бетховена), Vespri (1973, на музыку Верди), «Народные песни» (1974, на музыку Берио), «Мягкие синие тени» (1975, на музыку Форе) и Faust Divertimento (1976, на музыку Гуно).
Труппу распустили в 1977 году из-за финансовых трудностей.
Проковски после этого два года был балетмейстером Римской оперы.
Последние годы ставил балеты для балетных трупп по всему миру.
В 1981 году Проковски и Самсова развелись, после чего Андре женился второй раз.
Умер в 2009 году от рака.

## Основные произведения
- 1975 — «Семь смертных грехов», PACT / TRUK Ballet, Йоханнесбург;
- 1979 — «Анна Каренина», Австралийский балет, Мельбурн;
- 1980 — «Три мушкетёра», Австралийский балет, Сидней;
- 1983 — «Живаго», CAPAB Ballet, Кейптаун;
- 1985 — «Ромео и Джульетта», London City Ballet;
- 1986 — «Лебединое озеро», Северный театр балета, Глайндборн;
- 1987 — «Великий Гэтсби», Питтсбургский театр балета;
- 1989 — «Травиата», London City Ballet, Лондон;
- 1991 — «Макбет», Ballet de Santiago, Сантьяго;
- 2001 — «Турандот», Гуанчжоуская балетная труппа, Кантон.

## В России
В 1993 году балетмейстер перенёс свою постановку «Анна Каренина» на сцену Мариинского театра. Однако спектакль долго в репертуаре не задержался. Премьеру встретили критически. Как писали газеты, это "отличное пособие на тему «Их взгляд на наше всё». Первыми исполнителями были Юлия Махалина, Константин Заклинский, Владимир Пономарёв, Ульяна Лопаткина.